# Пасльонові
Пасльо́нові (Solanaceae) — родина квіткових рослин, багато з представників якої використовуються в їжу, тоді як деякі інші — отруйні (деякі мають як їстівні, так і отруйні частини). Родина містить 2000 видів, до яких належать і мініатюрні польові квіти, і чагарники, і навіть невеликі дерева; включає такі рослини: дурман, тютюн, мандрагора, беладона, блекота або перець, картопля, баклажан, помідор, петунія та капсикум.
Деякі рослини родини Пасльонові занесені до Червоної книги України, наприклад, беладона звичайна.

## Опис
Квітки зазвичай конічні або у формі лійки, з п'ятьма пелюстками, частіше всього об'єднаними. Листя чергується, часто з волохатою або клейкою поверхнею. Плоди — ягоди, як у випадку з помідором, або коробочки (тобто відкриваються при висиханні, випускаючи насіння), як у випадку з дурманом. Насіння кругле та плоске, 2—4 міліметри в діаметрі. Тичинки зазвичай присутні у кількості, кратній чотирьом (звичайно чотири або вісім).

## Отруйність пасльонових
Токсичні не всі пасльонові, але отруйні види здатні викликати ряд неприємних явищ — жорсткі розлади травлення, галюцинації, порушення дихання і кровообігу, а іноді і смерть. Причина цього — алкалоїди, що містяться у них.
Одна з найотруйніших рослин цієї родини — дурман. Його англійська назва — Jimson weed (джімсонуїд), походить від містечка Джеймстаун у штаті Вірджинія (США), де у 1676 році ним отруївся загін англійських солдат. Це висока рослина з неприємним запахом, великим зубчастим листям і колючими плодами. Американські індіанці використовували його насіння під час релігійних обрядів через їхню наркотичну властивість.
У порівняно недавні часи один з отруйних алкалоїдів дурману — скополамін, застосовувався як «сироватка правди».
Другий убивця — беладона (Atropa), родом з Європи. В перекладі з італійської мови означає «красива дама». У середньовіччі жінки користувалися виготовленими з цієї рослини краплями, які розширювали очну зіницю, що вважалося красивим. У наш час лікарі використовують беладону для розширення зіниць при дослідженні очного дна. Застосовувалась беладона і у чаклунстві, для того, щоб викликати у людини відчуття польоту.

## Використання
Представники родини пасльонових у великій кількості вирощуються людиною, вони є важливим джерелом їжі, спецій і ліків. Проте алкалоїди, що містяться у багатьох з цих рослин, можуть бути токсичними для людини і тварин.